# Mikola Livitski
Mikola Andríovitx Livitski (ucraïnès: Микола Андрійович Лівицький; 22 de gener del 1907 a Kíev, llavors Imperi Rus – 8 de desembre del 1989 a Filadèlfia -Pennsilvània, Estats Units-) fou un polític ucraïnès i periodista. Fou també el Primer Ministre (1957–1967) i el President de la República Popular d'Ucraïna (UNR) a l'exili (1965–1989).